# ده‌الیاس
ده‌الیاس، روستایی از توابع بخش پیرسلمان شهرستان اسدآباد در استان همدان ایران است.

## جمعیت
این روستا در دهستان پیرسلیمان قرار دارد و براساس سرشماری مرکز آمار ایران در سال ۱۳۹۵، جمعیت آن ۱۳۴ نفر (۳۶خانوار) بوده‌است.